# Bezcenna Jane (film)
Bezcenna Jane (ang. Painkiller Jane) – amerykański fantastycznonaukowy film akcji w reżyserii Sanforda Bookstavera. Powstał jako produkcja telewizyjna w 2005 roku dla stacji Sci-Fi Channel. Jest luźną adaptacją serii komiksów poświęconych superbohaterce o imieniu Painkiller Jane, autorstwa Jimmy’ego Palmiottiego i Joego Quesady. Zdjęcia do filmu powstawały w kanadyjskim Vancouver.

## Fabuła
Kiedy jednostka wojskowa zostaje zaatakowana przy użyciu broni biologicznej, giną wszyscy oprócz kapitan Jane Elizabeth Browning. Nie tylko wychodzi ona cało z opresji, ale nawet okazuje się, że powstała u niej zdolność do regeneracji organizmu po każdym zranieniu. Kiedy armia odkrywa to, nie zamierza jej pomóc, wręcz przeciwnie – wykorzystuje ją. Jane, widząc, że stała się „królikiem doświadczalnym”, ucieka. Wojskowi nie zamierzają jednak z niej zrezygnować. Rozpoczyna się pościg.

## Obsada
Na podstawie.
- Emmanuelle Vaugier – kapitan Jane Elizabeth Browning/Painkiller Jane
- Eric Dane – Nick
- Tate Donovan – dr Graham Knight/Lucas Insley
- Richard Roundtree – pułkownik Watts
- Callum Keith Rennie – Mitchell
- Richard Harmon – Squeak
- Martin Cummins – sierżant Flynn
- Nels Lennarson – agent Thorpe
- Aleks Paunovic – sierżant Frizelle
- Walker Howard – Blue
- Zoran Vukelic – pan Grey
- Venus Terzo – Carla Browning
- Conrad Whitaker – koleś
- Michael Eklund – mężczyzna
- Dexter Bell – żołnierz
- Paula Brancati – młoda Jane
- Elicia Mackenzie – młoda Carla
- Lisa Calder – asystentka
- Sean Akira – tajwański biznesmen